# Henrik Müller (død 1755)
 Der er flere personer med dette navn, se Henrik Müller (flertydig).
Henrik Müller (død 9. april 1755) var en dansk godsejer og amtmand.
Han var søn af amtmand over Skivehus Amt Selio Müller. 1730 blev han hofjunker, og 1741 fik hans far kongens tilladelse til at overdrage sønnen amtmandsembedet, som han bestred til sin død 1755. Han arvede 1750 Lønborggård.
Hans bror Christoffer Müller var godsejer til Hegnet.